# Ophichthus cephalozona
Ophichthus cephalozona är en fiskart som beskrevs av Bleeker, 1864. Ophichthus cephalozona ingår i släktet Ophichthus och familjen Ophichthidae. Inga underarter finns listade i Catalogue of Life.